# Belisama Vallis
Belisama Vallis is een vallei op de planeet Venus. Belisama Vallis werd in 1994 genoemd naar Belisama, vuur- en riviergodin uit de Keltische mythologie.
De vallei heeft een lengte van 220 kilometer en bevindt zich in de quadrangles Fortuna Tessera (V-2) en Bereghinya Planitia (V-8).